# Deville (Louisiana)
Deville és una població dels Estats Units a l'estat de Louisiana. Segons el cens del 2000 tenia 1.007 habitants.

## Demografia
Segons el cens del 2000, Deville tenia 1.007 habitants, 363 habitatges, i 295 famílies. La densitat de població era de 68,6 habitants/km².
Dels 363 habitatges en un 44,9% hi vivien nens de menys de 18 anys, en un 71,1% hi vivien parelles casades, en un 7,4% dones solteres, i en un 18,7% no eren unitats familiars. En el 16,3% dels habitatges hi vivien persones soles el 6,6% de les quals corresponia a persones de 65 anys o més que vivien soles. El nombre mitjà de persones vivint en cada habitatge era de 2,77 i el nombre mitjà de persones que vivien en cada família era de 3,1.
Per edats la població es repartia de la següent manera: un 30,2% tenia menys de 18 anys, un 8,9% entre 18 i 24, un 28,7% entre 25 i 44, un 21,7% de 45 a 60 i un 10,4% 65 anys o més.
L'edat mediana era de 34 anys. Per cada 100 dones de 18 o més anys hi havia 89,5 homes.
La renda mediana per habitatge era de 21.700 $ i la renda mediana per família de 28.398 $. Els homes tenien una renda mediana de 21.708 $ mentre que les dones 16.094 $. La renda per capita de la població era de 9.618 $. Entorn del 14,3% de les famílies i el 17,1% de la població estaven per davall del llindar de pobresa.

## Poblacions més properes
El següent diagrama mostra les poblacions més properes.